# Intel 80186
Intel 80186 (встречаются обозначения «186» и «i186») — 16-битный микропроцессор, выпущенный компанией Intel во второй половине 1982 года. Основывается на Intel 8086 и является его улучшенной версией. В состав нового микропроцессора вошли средства, которые ранее реализовывались 10 отдельными микросхемами. Применялся в работе с управляющими приложениями и в высокоинтеллектуальных периферийных адаптерах, например сетевых.

## Описание
К разработке нового микропроцессора Intel приступила сразу после выхода процессоров Intel 8086/8088; они требовали большого количества микросхем поддержки, и Intel решила разработать микропроцессор, уже содержащий на кристалле все необходимые модули. Новый процессор включал в себя множество компонентов, ранее выпускавшихся в виде отдельных микросхем, это бы позволило резко сократить количество микросхем в компьютере, а, следовательно, и уменьшить его стоимость. Кроме того, была расширена система внутренних инструкций.

### Новые компоненты
- Два контроллера прямого доступа к памяти (DMA) со схемами прерываний;
- дешифраторы адреса (программируемые схемы выбора кристалла);
- трёхканальный программируемый таймер или счётчик;
- генератор синхронизации;
- программируемый контроллер прерываний.

### Семейства процессоров Intel 80186
В 1982 году компания выпускает встраиваемый процессор Intel 80186, который, помимо улучшенного ядра Intel 8086, содержал также дополнительные модули, заменяющие некоторые микросхемы поддержки; процессор производился с использованием NMOS-технологии.
В связи с развитием технологии, в 1987 году Intel выпускает процессоры 80186 второго поколения — 80C186. Эти процессоры производились по улучшенному CHMOS III техпроцессу, что позволило увеличить тактовую частоту процессоров вдвое, а потребляемую мощность снизить в 4 раза. Что немаловажно, была сохранена совместимость в расположении выводов со старыми процессорами.
В 1990 году Intel выпускает новое семейство процессора — 80С186EB. Новые процессоры содержали множество изменений по сравнению с предыдущим поколением процессоров Intel 80186. Во-первых, было перепроектировано ядро процессора, которое теперь стало модульным и называлось «Модульное ядро 80C186» (англ. 80C186 Modular Core). Во-вторых, семейство микросхем поддержки микропроцессора было также перепроектировано в модули со стандартными интерфейсами. Процессоры 80C186EB и оригинальный 80186 имеют различные наборы микросхем поддержки. В связи с переходом на новый техпроцесс (CHMOS IV) и модульную структуру удалось снизить потребляемую мощность. Процессор Intel 80C186EB нашёл применение в переносной аппаратуре (например, сотовых телефонах).
В 1991 году Intel представляет процессоры 80C186XL, 80C186EA и 80C186EC, которые также были основаны на модульном ядре Intel 80C186. Процессор Intel 80C186XL обладает высокой производительностью и низким энергопотреблением. Процессор Intel 80C186EA объединяет в себе процессор 80C186 с новыми возможностями управления энергопотреблением. Процессор Intel 80C186EC включал в себя дополнительные элементы, которые не имели другие процессоры семейства 80C186.
| Характеристики                                 | 80C186XL   | 80C186EA   | 80C186EB   | 80C186EC                 |
| ---------------------------------------------- | ---------- | ---------- | ---------- | ------------------------ |
| Расширенный набор инструкций 8086              | +          | +          | +          | +                        |
| Энергосберегающий режим                        | +          | +          | -          | +                        |
| Режимы отключения (powerdown) и простоя (idle) | -          | +          | +          | +                        |
| Режим ONCE                                     | +          | +          | +          | +                        |
| Блок управления прерываниями                   | +          | +          | +          | + совместим с Intel 8259 |
| Модуль выбора кристалла                        | +          | +          | + расширен | + расширен               |
| Модуль DMA                                     | + 2 канала | + 2 канала | -          | + 4 канала               |
| Модуль контроля таймера                        | -          | -          | -          | +                        |
| Модуль последовательной передачи данных        | -          | -          | +          | +                        |
| Порты ввода-вывода                             | -          | -          | + всего 16 | + всего 22               |
| Год выпуска                                    | 1991       | 1991       | 1990       | 1991                     |

### Корпус
Ввиду увеличения количества компонентов в процессоре было увеличено количество контактов на корпусе микропроцессора. В оригинальном процессоре Intel 80186 число контактов составляло 68. Процессор теперь выпускался в корпусах типа «держатель кристалла» (англ. Chip Carrier) и «матрица выводов». В следующих поколениях процессора Intel 80186 применялись и другие типы корпусов, причём количество контактов увеличивалось. Для различения процессоров в разных типах корпусов и с разным числом контактов применялись идентификаторы в виде латинских букв, которые ставились в начало названия процессора (см. таблицу ниже).
| Процессор | Число выводов | Тип корпуса | Идентификатор | Пример обозначения        |
| --------- | ------------- | ----------- | ------------- | ------------------------- |
| 80186     | 68            | LCC         | R или С       | Intel C80186 Intel R80186 |
| 80186     | 68            | PLCC        | N             | Intel N80186              |
| 80186     | 68            | PGA         | A             | Intel A80186              |
| 80C186    | 68            | LCC         | R             | Intel R80C186             |
| 80C186    | 68            | PLCC        | N             | Intel N80C186             |
| 80C186    | 68            | PGA         | A             | Intel A80C186             |
| 80C186    | 80            | QFP(EIAJ)   | S             | Intel S80C186             |
| 80C186XL  | 68            | LCC         | R             | Intel R80C186XL           |
| 80C186XL  | 68            | PLCC        | N             | Intel N80C186XL           |
| 80C186XL  | 68            | PGA         | A             | Intel A80C186XL           |
| 80C186XL  | 80            | QFP(EIAJ)   | S             | Intel S80C186XL           |
| 80C186XL  | 80            | SQFP        | SB            | Intel SB80C186XL          |
| 80C186EA  | 68            | PLCC        | N             | Intel N80C186EA           |
| 80C186EA  | 80            | QFP(EIAJ)   | S             | Intel S80C186EA           |
| 80C186EA  | 80            | SQFP        | SB            | Intel SB80C186EA          |
| 80C186EB  | 84            | PLCC        | N             | Intel N80C186EB           |
| 80C186EB  | 80            | QFP(EIAJ)   | S             | Intel S80C186EB           |
| 80C186EB  | 80            | SQFP        | SB            | Intel SB80C186EB          |
| 80C186EC  | 100           | PQFP        | KU            | Intel KU80C186EC          |
| 80C186EC  | 100           | QFP         | S             | Intel S80C186EC           |
| 80C186EC  | 100           | SQFP        | SB            | Intel SB80C186EC          |

Примечания. 1. Существовал образец с маркировкой «Intel A80C186CPICE» в корпусе типа PGA с 280 контактами
(см. здесь).
2. Существовал инженерный образец с маркировкой «Intel FA80C186CP» в корпусе TQFP с числом контактов 156
(см. здесь).

### Новые инструкции
В процессорах семейства Intel 80186 был расширен набор команд. Были добавлены дополнительные команды работы со стеком (PUSHA, POPA, PUSH «immediate»), с портами ввода-вывода (INS, OUTS), арифметические команды (IMUL, ROL/ROR, RCL/RCR, SAL/SAR, SHL/SHR с непосредственно указанным числом бит сдвига) и команды реализации языков высокого уровня (ENTER, LEAVE, BOUND).

### ПК на базе процессоров семейства Intel 80186
Процессоры семейства Intel 80186 практически не применялись в компьютерах, лишь некоторые фирмы выпустили такие ПК: Mindset, Compis (шведский школьный компьютер), RM Nimbus, Unisys ICON, HP 200lx (handheld PC), настольный ПК Tandy 2000, IBM PCradio, Siemens PC-D, Philips :YES, Dulmont Magnum, MAD-1, MikroMikko 2, SMT Goupil G4, Pronto System 16, BBC Master 512.

## Технические характеристики
- Год анонса: 1982.
- Тактовая частота, МГц*: 6, 8, 10, 12, 13, 16, 20, 25.
- Разрядность регистров: 16 бит.
- Разрядность шины данных: 16 бит.
- Разрядность шины адреса: 20 бит.
- Объём адресуемой памяти: 1 Мбайт.
- Количество транзисторов: 55 000.
- Техпроцесс, нм: 3000.
- Напряжение питания: 2,9~5 В.
- Разъём: PLCC68.
- Корпус: см. таблицу выше.

(*) Примечание: возможно, существовали модели и с другими частотами.